# ダニー・ラッツァ
ダニー・ラッツァ（Danny Latza 、1989年12月7日 - ）は、ドイツ・ゲルゼンキルヒェン出身のプロサッカー選手。シャルケ04所属。ポジションは、ミッドフィールダー。

## クラブ経歴
地元クラブのシャルケ04で育成され、2009年2月14日のVfLボーフム戦でトップチームデビュー。
2011-12シーズンより3部リーグのSVダルムシュタット98に加入。
2013年5月22日MSVデュースブルクと契約を結んだ。しかし、この契約は2.ブンデスリーガでプレーする場合に限り有効とされ、デュースブルクに2013–14シーズンのライセンスが発行されなかったため、破棄された。その後、短期間のトライアルを経て2.ブンデスリーガのVfLボーフムに加入した。
2015年、1.FSVマインツ05に移籍。2016年12月17日のハンブルガーSV戦で、ブンデスリーガ初ゴールを含むハットトリックを達成、3-1の勝利に貢献した。
2021年3月17日、2021-21シーズンより古巣のシャルケに復帰することが発表された。